# Katharina von Habsburg (1295–1323)
Katharina von Habsburg (* Oktober 1295 in Wien; † 18. Januar 1323 in Neapel) entstammte dem Haus der Habsburger und war durch Heirat von 1316 bis zu ihrem Tod Herzogin von Kalabrien.

## Leben
Katharina war das siebente von insgesamt zwölf Kindern des römisch-deutschen Königs Albrecht I. und seiner Gemahlin Elisabeth von Görz und Tirol. Ihren Vater verlor sie bereits am 1. Mai 1308, als sie erst zwölf Jahre alt war.

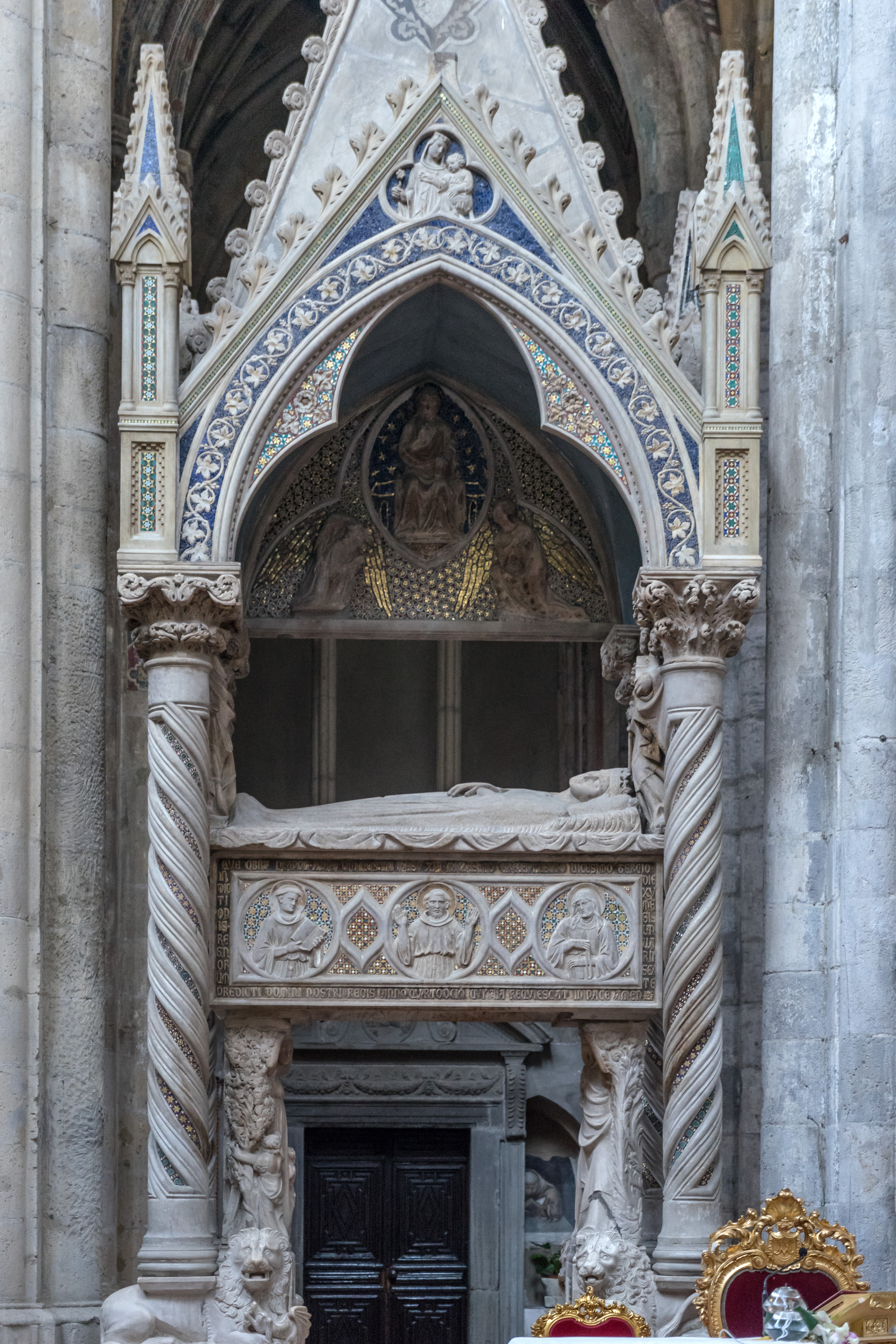
Tino di Camaino, Grabmal der Katharina von Habsburg in San Lorenzo Maggiore

Im Turiner Staatsarchiv wird Katharinas erste, allerdings nicht in eine Heirat mündende Verlobung mit Philipp I. von Piemont erwähnt, die in der ersten Jahreshälfte 1312 – zwischen dem Tod von Philipps erster Gemahlin Isabelle de Villehardouin († 23. Januar 1312) und seiner am 7. Mai 1312 erfolgten Eheschließung mit Catherine de la Tour du Pin – stattgefunden haben muss. Die Habsburger näherten sich damals dem Haus Luxemburg an; infolgedessen sollte sich Katharina mit Kaiser Heinrich VII. vermählen, dessen Gattin Margarete von Brabant im Dezember 1311 verstorben war. Der Brautzug hatte sich bereits nach Italien in Bewegung gesetzt, als Heinrich VII. am 24. August 1313 in Buonconvento bei Siena der Malaria erlag. Elisabeth von Aragón, die eng mit ihrer Schwägerin Katharina befreundet war, betrieb nun deren ebenfalls nicht realisierte Verheiratung mit dem späteren sizilianischen König Peter (II.).
Friedrich der Schöne bemühte sich, Reichspolitik in Italien durchzuführen, indem er seine damals 21-jährige Schwester Katharina 1316 dem Herzog Karl von Kalabrien zur Gemahlin gab. Die Ehe blieb aber kinderlos. Bereits sieben Jahre später starb Katharina am 18. Januar 1323 in Neapel und wurde in der dortigen Kirche San Lorenzo Maggiore beigesetzt. Danach heiratete Karl von Kalabrien in zweiter Ehe Maria von Valois.